# Monzambano (pirocorvetta)
La Monzambano (già Mongibello) è stata una pirocorvetta a ruote della Regia Marina, già avviso a ruote della Marina del Regno di Sardegna e prima ancora piroscafo passeggeri dell'Amministrazione Privilegiata della navigazione a vapore del Regno delle Due Sicilie.

## Caratteristiche
Costruita in Inghilterra con il nome di Mongibello, la nave era in origine un piroscafo passeggeri a ruote con scafo in legno e carena rivestita in rame, con stazza di registro di 245 (per altra fonte 290) tonnellate nette. La nave era lunga 156,6 piedi inglesi (47,70 metri) e larga, all'asse delle ruote, 25,6 piedi inglesi (8,03 metri). Le forme dello scafo e della poppa erano particolarmente adatte ad affrontare delle tempeste.
Il Mongibello era una nave piuttosto lussuosa per l'epoca, con una galleria arredata con marmi, bronzi e specchi con cornici dorate e provvista di tavoli per un'ottantina di persone, una sala da pranzo coperta con tavola in mogano per 80 posti, dotata di due corridoi laterali e camerini esterni con finestrini dotati di cristalli. La nave aveva inoltre cabine con letti a gradinata per 140 passeggeri, arredi lussuosi in rapporto all'epoca, marmi, bronzi, specchi, un ampio ponte che poteva ospitare 14 carrozze. Anche dopo la conversione in unità militare, la nave conservò un salone ed alloggi per una quarantina di passeggeri.
L'apparato motore era costituito da una macchina alternativa a vapore a quattro cilindri e bassa pressione (un articolo del 1841, tuttavia, parla di due macchine a vapore a bassa pressione della potenza di 240 CV), prodotta dalla ditta inglese Maudlsay Sons & Field e protetta da strutture rinforzate in ferro (un architrave in ferro fuso poggiante su dodici colonne di ferro e fiancheggiato da due robuste travi in mogano che correvano per tutta la lunghezza dello scafo): alimentata da due caldaie a tubi di fiamma – rivestite in feltro ignifugo per non disperdere il calore, con scorta di 64 tonnellate di carbone e dotate di un dispositivo in grado di impedire la formazione di incrostazioni saline (tale sistema scioglieva il sale e lo accumulava temporaneamente in un solo punto) –, tale macchina, senza produrre violente vibrazioni, imprimeva una potenza di 200 HP (147 kW) nominali a due ruote a pale fisse del diametro di 20 piedi inglesi (6,1 metri) e della larghezza di 8 piedi inglesi (2,4 metri). I cilindri, rivestiti in legno di mogano, avevano un diametro di 40 pollici (1,01 metri), mentre la lunghezza della corsa era di 5 piedi inglesi (1,52 m). Le caldaie avevano una superficie di riscaldamento troppo ristretta, richiedendo perciò la sovralimentazione per poter ricavare il vapore occorrente per procedere a tutta forza: ciò ne causò il prematuro deterioramento. Nel 1851 – dopo l'incorporazione della Marina sarda ed il cambio di nome –, in occasione di una visita del generale ispettore del Genio Navale Mattei, le caldaie, che avevano solo tre anni, vennero giudicate in grado di durare per non più di altri tre anni: Mattei propose quindi di commissionare alla ditta Maudslay & Field nuove caldaie, del tipo a galleria. Dopo l'installazione delle nuove caldaie, nel 1852, la potenza della macchina a vapore aumentò a 220 HP (162 kW) nominali.
Oltre all'apparato propulsivo la nave aveva due alberi, trinchetto a vele quadre e maestro a vele auriche (armamento velico a brigantino goletta). Come rilevato dal generale Mattei nel 1851, l'albero maestro era alto 68 piedi inglesi (20,7 metri), il trinchetto 62 piedi (18,9 metri), l'albero di gabbia 43 piedi (13,1 metri) e quello di parrocchetto 44 piedi (13,4 metri), mentre il bompresso era lungo 25 piedi (7,62 metri), il bastone di fiocco 22 piedi (6,7 metri), il pennone di trinchetto 56 piedi (17 metri), quello di parrocchetto 41 piedi (12,5 metri) e quello di velaccio 26 piedi (7,9 metri).
Dopo il passaggio sotto bandiera sarda la nave venne dapprincipio classificata avviso a ruote (ma in vari documenti è citata come piroscafo), mentre in seguito venne riclassificata corvetta a ruote di II rango. Declassata a corvetta a ruote di III ordine dal 14 giugno 1863, nel 1867 la Monzambano divenne una nave idrografica.
L'unità era provvista di tre ancore di posta e due ancorotti, mentre le imbarcazioni in dotazione erano un canotto maggiore di 24 piedi (7,3 metri), una baleniera di 25 piedi (7,6 metri), una lancia di 18 piedi (5,49 metri) ed un battello di 15 piedi (4,57 metri). L'armamento era piuttosto ridotto, consistendo in quattro cannoni in ferro ed a canna liscia da 20 libbre, poi ridotti a tre.
Nel 1851 il valore complessivo della Monzambano, escluse le macchine e le caldaie, era valutato in 151.800 lire, mentre per l'apparato propulsivo si stimava un valore di 125.000 lire, per un totale di 276.800 lire.

## Storia

### Il servizio comeMongibello
In seguito a misure di agevolazione economica adottate nel maggio 1839 per favorire la diffusione della navigazione a vapore nel Regno delle Due Sicilie, l'Amministrazione Privilegiata della Navigazione a Vapore del Regno delle Due Sicilie ordinò la costruzione di tre nuovi piroscafi a ruote: il Furia, il Mongibello e l'Ercolano. Il piroscafo passeggeri Mongibello, ordinato ai cantieri londinesi Pitcher di Blackwall, venne varato nel 1841.
Dopo il completamento, il piroscafo lasciò Londra al comando del capitano Ferdinando Cafiero (e con a bordo 6 membri napoletani dell'equipaggio) e, dopo aver fatto tappa a Cadice, giunse a Napoli, dopo un viaggio travagliato per via di diverse burrasche nel primo tratto della navigazione (Londra-Cadice), il 15 maggio 1841. Il 23 maggio 1841, alle 9.45 del mattino, il Mongibello lasciò Napoli con a bordo tra l'altro il Leopoldo di Borbone-Due Sicilie ed il giornalista L. Scovazzo per una crociera dimostrativa, alle 11.15 arrivò in vista di Capri (distante da Napoli 18 miglia), quindi costeggiò Castellammare di Stabia, Massa di Somma e Sorrento, rientrando infine a Napoli dopo cinque ore, avendo toccato una velocità massima di dodici miglia orarie. Dopo alcuni viaggi di prova nel golfo di Napoli, il 7 giugno 1841 l'unità diede inizio al proprio servizio sulla linea di ponente. Nel corso del viaggio inaugurale il piroscafo, lasciata Napoli, toccò Genova e Marsiglia.
Durante la navigazione di ritorno dopo il primo viaggio, la sera del 17 giugno 1841, il Mongibello fu protagonista di un grave incidente: al largo dell'Isola d'Elba, infatti, la nave napoletana, in rotta Livorno-Civitavecchia al comando del capitano Cafiero, speronò il piroscafo genovese Polluce, in navigazione da Napoli a Genova e Marsiglia via Civitavecchia e Livorno al comando del capitano Carlo Lazzolo e con a bordo 52 passeggeri (tra cui diversi nobili e funzionari) e 18 membri dell'equipaggio, nonché una notevole somma di monete d'oro e d'argento (70.000 colonnati d'argento e 100.000 franchi), nonché monili e gioielli, il tutto di proprietà dei ricchi passeggeri. Nella collisione rimase ucciso un marinaio del Polluce, che s'inabissò meno di mezz'ora dopo il sinistro, alle 22.30, tre miglia a levante di Capo Calvo (nel canale di Piombino, tra l'Elba e Punta Ala), mentre gli altri 69 occupanti della nave genovese vennero trasbordati sul Mongibello, che non aveva subito danni seri e li sbarcò poi a Porto Longone, vicino a Livorno. Alla collisione seguì una dura vertenza processuale tra l'armatore del Polluce, Raffaele Rubattino, e l'Amministrazione della navigazione del Regno delle Due Sicilie.
Nella seconda metà d'agosto del 1841 il Mongibello trasportò a Palermo il Luogotenente generale della Sicilia, ed il 25 settembre lo condusse, unitamente ad alcuni funzionari – il capo del ripartimento dell'interno Bianchini ed il principe di Niscemi, sottodirettore dei ponti e strade –, a Messina, dove seguì i lavori di costruzione delle nuove strade allora in corso. Tra il 24 ed il 25 novembre 1841 il piroscafo trasportò da Napoli a Palermo il Granduca di Toscana Leopoldo II. Il 17 luglio 1845 il Mongibello trasportò da Palermo a Catania Feliciano Gattinara di Gattinara, che si era ammalato e le cui condizioni di salute, a causa dell'inalazione del fumo del piroscafo, si aggravarono ulteriormente. Tra le località toccate dalla nave nei suoi sette anni di viaggi di linea vi erano anche Malta e diversi porti siciliani, tra cui Catania, Palermo, Messina e Siracusa.

### Il servizio nella Marina del Regno di Sardegna
Durante la prima guerra d’indipendenza la nave venne armata ed inviata nell'Alto Adriatico insieme alla squadra del Regno delle Due Sicilie del retroammiraglio Raffaele De Cosa. Una volta giunto in tali acque, nel maggio 1848, il Mongibello venne acquistato al prezzo di 562.000 lire dalla Marina del Regno di Sardegna, che lo ribattezzò Monzambano, in ricordo della vittoriosa battaglia tenutasi il 9 aprile 1848, e lo riclassificò avviso a ruote. Immediatamente inviata in Adriatico, a partire dal luglio 1848 la nave, agli ordini del luogotenente di vascello Scoffiero, prese parte al blocco navale di Trieste, in favore di Venezia insorta, svolgendo attività insieme alla squadra del contrammiraglio Giuseppe Albini. Dal 7 giugno al 14 agosto le navi sardo-piemontesi e ad alcune unità venete, stazionarono al largo di Trieste nell'ambito del blocco navale imposto alla città, importante porto civile e militare austro-ungarico. Tale blocco rimase però sulla carta, dato che la squadra sardo-veneta, giunta davanti a Trieste già il 23 maggio, aveva ricevuto diversi consoli delle nazioni della Confederazione tedesca, i quali affermarono che qualunque atto di guerra contro Trieste sarebbe stato considerato anche contro i loro stati. La squadra italiana rimase pertanto inattiva, e non reagì nemmeno quando, il 6 giugno, la nave ammiraglia San Michele venne colpita di rimbalzo da una palla sparata per provocazione da una fregata austroungarica. Nonostante la formale proclamazione del blocco, avvenuta l'11 giugno, diverse navi nemiche con carichi militari riuscirono ad entrare ed uscire da Trieste senza incontrare ostacoli. Le navi sarde rientrarono a Venezia in agosto e ricevettero l'ordine di ritrasportare in Piemonte via mare il corpo di spedizione sardo-piemontese del generale La Marmora, costituito da circa 2.000 uomini. Tornate ad Ancona il 9 settembre, negli ultimi giorni di ottobre le navi effettuarono una breve puntata su Venezia, per poi tornare rapidamente nel porto marchigiano. La Squadra sarda fu poi fatta rientrare in patria in seguito alla definitiva sconfitta di Novara: il Monzambano, in particolare, lasciò l'Adriatico nell'aprile 1849, trasportando a Genova reparti piemontesi in ritirata dalla Lombardia.
Il 17 agosto 1849 il Monzambano venne inviata a Porto, dove imbarcò il corpo di Carlo Alberto, deceduto in esilio il 29 luglio: il 4 ottobre la pirocorvetta fece il suo ingresso a Genova, recando la salma del defunto sovrano. Nel 1850-1851 l'unità svolse servizio di collegamento postale tra Genova e la Sardegna.
Nel 1855-1856, durante la guerra di Crimea, l'avviso fece parte della Divisione Navale sarda inviata in Crimea (forte complessivamente di 23 navi di vario tipo, 126 pezzi d’artiglieria e 2574 uomini) e prese parte alle operazioni di tale conflitto, trasportando truppe e rifornimenti. Inviato in Crimea nel luglio 1855, il Monzambano tornò in patria il 9 giugno 1856.
Nel 1859 la nave venne alata sugli scali dei cantieri della Foce e sottoposta ad un approfondito raddobbo, venendo poi riclassificata pirocorvetta a ruote di II rango. Nel 1859, durante la seconda guerra d’indipendenza, la nave venne inviata a Tolone, dove imbarcò reparti dell'esercito imperiale francese e li trasportò a Genova, da dove poi proseguirono alla volta della Lombardia.
Nel 1860 la pirocorvetta venne assegnata alla squadra del viceammiraglio Carlo Pellion di Persano, partecipando alle operazioni che portarono alla caduta del Regno delle Due Sicilie ed all'unità d'Italia. Il 5 luglio 1860 la nave venne inviata da Persano a Napoli per chiedere al delegato sardo in quella città, marchese di Villamarina, se un uomo presentatosi a bordo della nave ammiraglia di Persano, la pirofregata Maria Adelaide, affermando di essere un funzionario di polizia segreta inviato dal Villamarina per impedire l'omicidio di Giuseppe Garibaldi, ed imprigionato sulla Monzambano perché ritenuto un impostore, fosse stato veramente inviato da tale funzionario. La nave fece ritorno due giorni dopo, riferendo che l'arrestato era effettivamente chi affermava di essere. L'indomani la Monzambano venne nuovamente mandata a Napoli, per essere messa a disposizione del marchese di Villamarina.
Nell'agosto del 1860 Persano pensò di mandare la Monzambano ad incrociare nelle acque della Sardegna per impedire che alcune navi con a bordo volontari garibaldini, che avevano fatto tappa a Golfo Aranci, invece che proseguire verso la Sicilia tentassero d'invadere lo Stato Pontificio: accertato che tali unità erano effettivamente dirette in Sicilia, la partenza della pirocorvetta venne annullata. Ad inizio settembre, con la partenza del resto della flotta sarda, la nave venne lasciata a Messina, ma alcuni giorni più tardi raggiunse il resto della squadra navale a Napoli.
L'11 settembre 1860 la Monzambano, insieme alle pirofregate a ruote Governolo e Costituzione ed alle pirofregate ad elica Carlo Alberto, Maria Adelaide e Vittorio Emanuele, salpò da Napoli per partecipare alle operazioni di assedio di Ancona. Il 16 settembre la squadra giunse nei pressi del capoluogo marchigiano e la Costituzione venne inviata in ricognizione, riferendo all'ammiraglio Persano l'assenza di unità da guerra nel porto di Ancona. La formazione di Persano, alla quale si aggiunsero la fregata a vela San Michele, il brigantino Azzardoso ed i pirotrasporti Tanaro e Conte Cavour, diresse quindi per Rimini e poi Senigallia per cercare il generale Manfredo Fanti, col quale l'ammiraglio avrebbe dovuto concordare le operazioni per occupare la piazzaforte marchigiana: il generale si era tuttavia già spostato con le sue truppe a Castelfidardo, e qui lo contattò Persano. Il 18 settembre, pianificato l'attacco, la flotta italiana fece la sua comparsa nelle acque di Ancona, venendo fatta segno del tiro delle fortezze difensive ed aprendo quindi a sua volta il fuoco. In questa prima azione di bombardamento venne pesantemente danneggiata la batteria di Colle Cappuccini, ma alcune cannonate caddero anche sulla città provocando la morte di una donna e due bambini. Il 20 settembre fu posto il blocco navale (eccezion fatta solo per la pesca), mentre il 22 ed il 23 furono effettuate nuove azioni di bombardamento, dirette principalmente contro la batteria del Cardeto. La Monzambano, nel frattempo, seguì gli spostamenti di Persano lungo la costa marchigiana ed il 22 settembre trasportò il generale Fanti da Senigallia a Recanati, dove rimase a sua disposizione. Il 23 settembre la pirocorvetta venne inviata da Fanti ad Ancona, dove arrivò alle 7.30 del mattino recapitò un messaggio per Persano sulla situazione del fronte di terra e trasportò l'ingegner Baldini, che doveva dare a Persano informazioni circa le sistemazioni di Ancona. L'indomani l'ammiraglio rimandò la Monzambano a Recanati, con la risposta di Persano, ulteriori informazioni e tre segnalatori (un secondo pilota e due marinai) per tenersi in contatto con il generale Enrico Morozzo della Rocca, comandante parte delle truppe assedianti. Il 25 ed il 27 settembre vennero fatti tentativi con squadre che su scialuppe, rimorchiate dalla Monzambano sino all'imboccatura del porto, sbarcarono per rimuovere le catene che impedivano alle navi italiane l'accesso nel porto, ma in entrambi i casi le squadre italiane furono scoperte e dovettero ritirarsi sulle imbarcazioni, venendo trainate in salvo dalla pirocorvetta. La prima spedizione, con due barche della Maria Adelaide comandate rispettivamente dai tenenti di vascello Albini e Conti, in sottordine al capitano di corvetta Cerruti, prese avvio all'una e mezza di notte del 25: giunte all'imboccatura del porto di Ancona intorno alle tre, le imbarcazioni, fallito l'attacco, vennero portate in salvo dalla Monzambano, che raggiunse la nave ammiraglia di Persano alle 5.30. Il secondo attacco, portato con forze maggiori (lo guidò personalmente lo stesso ammiraglio Persano), prese avvio mezz'ora dopo la mezzanotte del 26 settembre: all'una del 27 Persano ed i suoi uomini giunsero all'estremità del molo occidentale di Ancona, venendo infruttuosamente fatti segno di fuoco di artiglieria (a mitraglia) e fucileria. Dopo diversi tentativi di spezzare le catene d'ostruzione, che il tenente di vascello Orengo riuscì solo a danneggiare – alle tre di notte, frattanto, la Governolo e la Costituzione avevano aperto il fuoco contro le batterie del Gardette per un'azione diversiva –, si dovette nuovamente rinunciare all'impresa (stava ormai per sorgere il sole): alle sei del mattino i partecipanti all'attacco erano nuovamente a bordo delle loro navi. La situazione per le navi italiane stava frattanto divenendo piuttosto precaria: il carbone iniziava a scarseggiare e mancavano approdi per poter effettuare eventuali riparazioni. All'una del pomeriggio del 28 settembre Costituzione, Governolo e Vittorio Emanuele si ormeggiarono nei pressi della potente fortezza della Lanterna e, nonostante il continuo cannoneggiamento da parte del forte ed il vento di scirocco che complicava l'operazione, le tre navi (rinforzate poi dalla pirofregata Carlo Alberto), danneggiarono pesantemente la Lanterna ed affondarono tutte le imbarcazioni ormeggiate nei suoi pressi; infine la Vittorio Emanuele, avvicinatasi ulteriormente, colpì il deposito munizioni del forte, che saltò in aria (rimasero uccisi 125 artiglieri su 150), tra le cause principali della resa della città, avvenuta l'indomani. Nel corso delle operazioni di assedio la Monzambano ebbe modo di distinguersi nelle operazioni di bombardamento delle batterie svolte il 18 ed il 24 settembre.
Nel 1861 la pirocorvetta, al comando del luogotenente di vascello (per altre fonti capitano di fregata di I classe) Luigi Buglione di Monale, prese parte alle operazioni di blocco navale ed assedio nei confronti della piazzaforte di Gaeta, ove si era rifugiata la famiglia reale borbonica. Il 20 gennaio 1861, in particolare, la Monzambano, issata bandiera parlamentare, entrò nel porto di Gaeta con a bordo il capo di stato maggiore della squadra navale piemontese, che recapitò una lettera del viceammiraglio Persano, con cui si comunicava l'inizio del blocco navale, ed al quale il brigadiere Marulli, comandante la piazza di Gaeta, rispose accusando ricevuta ed avanzando dubbi sulla legittimità del blocco e dell'aggressione al regno borbonico. Il 22 gennaio 1861 la Monzambano (posta, insieme alle pirofregate Carlo Alberto, Maria Adelaide, Vittorio Emanuele e Giuseppe Garibaldi, sotto il diretto controllo di Persano) partecipò alla prima ed intensa azione di bombardamento contro i forti di Gaeta, durante la quale le navi italiane, salpate alle 9.30 da Mola di Gaeta, spararono 4.000 proiettili contro le batterie di Santa Maria e Guastaferri a più riprese, tra le 10.30 e mezzogiorno e nel pomeriggio: gran parte delle unità della flotta riportò dei danni a causa del tiro delle fortezze borboniche, mentre nel cannoneggiamento delle navi italiane era stato affondato l'avviso borbonico Etna e gravemente danneggiata la fregata Partenope. La Monzambano, che insieme alle pirofregate Carlo Alberto, Vittorio Emanuele e Costituzione aveva bombardato le fortezze più interne della città dalla zona del faro e quindi aveva cannoneggiato le fortificazioni di ponente, fu una delle tre sole navi della flotta sabauda a non riportare danni. Successivamente la pirocorvetta venne impiegata come ripetitrice di segnali, ed il 31 gennaio fermò l'imbarcazione San Luigi, sospettata di contrabbandare armi. Nel febbraio 1861 (Gaeta si arrese il 13 febbraio) la Monzambano trasportò a Ponza e Genova i prigionieri e gli sbandati borbonici.
Quattro uomini della pirocorvetta vennero decorati con la Medaglia d'argento al valor militare per essersi distinti nelle operazioni contro Gaeta: il comandante Luigi Buglione di Monale (che ricevette inoltre la Croce di Cavaliere dell'Ordine dei Santi Maurizio e Lazzaro, poi quella di Ufficiale dello stesso ordine e la Croce di Cavaliere dell'Ordine Militare di Savoia), il luogotenente di vascello di I classe Antonio Gogola, il pilota di II classe Francesco Ramarony ed il medico di fregata Angelo Sery.

### L'attività per la Regia Marina italiana
Il 17 marzo 1861, con la nascita della Regia Marina italiana, la Monzambano venne iscritta nel Quadro del Naviglio della nuova forza armata, al pari delle altre navi delle Marine preunitarie, con la classificazione di pirocorvetta di II rango a ruote.
Nel 1861 e nel 1862 la pirocorvetta fu operativa lungo le coste del Sud Italia e della Sicilia, effettuando crociere di sorveglianza e prendendo parte alle operazioni di contrasto del brigantaggio, spostandosi più volte tra i porti tirrenici. Nel 1863 la Monzambano fu ad Alessandria d'Egitto, Suda e Candia, e con Regio Decreto del 14 giugno dello stesso anno venne declassata a corvetta a ruote di III ordine.
Trasformata in nave idrografica nel 1867 (anno in cui era al comando del luogotenente di vascello Miloro) e riclassificata come tale, la Monzambano, prima nave italiana di questo tipo, svolse tale funzioni lungo tutte le coste italiane, ma specialmente in Mare Adriatico, alle dipendenze della Commissione Idrografica della Regia Marina (poi Spedizione Idrografica), per otto anni. Al comando del capitano di vascello Antonio Imbert, la Spedizione, composta da alcuni ufficiali di Marina e da due disegnatori, iniziò nel 1867 i propri lavori con la mappatura delle coste venete e progressivamente giunse a cartografare, in accordo e collaborazione con la k.u.k. Kriegsmarine, tutto il litorale adriatico, sia occidentale che orientale, giungendo sino al Golfo di Taranto nel 1875, ed eseguendo anche scandagliamento in acque profonde. Nel corso del proprio servizio come nave idrografica la Monzambano ebbe modo a prestare soccorso a diverse unità mercantili in difficoltà.
Il 30 luglio 1869 la pirocorvetta approdò a Sebenico durante una campagna di rilevazioni in Adriatico, in accordo con le autorità austro-ungariche ed al comando del capitano di vascello Antonio Imbert: il comandante ed alcuni ufficiali vennero benevolmente accolti e, dopo una visita al luogo, rientrarono a bordo dell'unità. Nella sera del giorno stesso gli ufficiali si recarono ad un concerto organizzato in loro onore dalle autorità locali, e sbarcarono anche diversi marinai, una quarantina, che si recarono nelle osterie e nei caffè della città. La sera successiva, tuttavia, secondo fonti italiane, un gruppo di una quindicina di marinai, scesi disarmati a terra e recatisi in un'osteria, venne aggredito e fatto segno di una forte sassaiola da parte di un gruppo di contadini slavi, al grido di «morte agli italiani». Un primo gruppo di marinai, usciti per primi dalla taverna e così aggrediti dopo aver iniziato a cantare in dialetto genovese, si diede alla fuga, ma altri quattro, usciti in un secondo tempo, opposero resistenza e disarmarono anche una pattuglia di militi territoriali, giunta sul posto ed incline a dare ragione agli slavi (essendo anch'essi di tale nazionalità), cercando poi di allontanarsi facendosi largo tra la folla. I marinai italiani vennero però inseguiti ovunque, venendo picchiati o bastonati, mentre la polizia locale iniziò ad arrestarli – si trattava di un espediente ordito da un ufficiale austriaco per poterli sottrarre alla violenza della folla; infatti vennero tutti rilasciati dopo qualche ora –; un gruppo di marinai con un ufficiale, dopo aver trovato la strada verso il porto sbarrata da una pattuglia che sembrava intenzionata a caricarli alla baionetta, riuscì alla fine ad ottenere una scorta per tornare a bordo indenne. Un marinaio, rifugiatosi in un bordello, quando ne uscì venne ferito con diversi colpi d'ascia, riuscendo infine a raggiungere la nave, mentre un altro dovette passare la notte nascosto tra le rocce della spiaggia. Un ufficiale, assediato in un caffè, cercò di raggiungere a nuovo la Monzambano e venne salvato da una sua scialuppa mentre una barca con a bordo dei militi slavi si preparava ad aprire il fuoco; altri due ufficiali, sorpresi sulla spiaggia da una pattuglia, vennero salvati dall'intervento di un ufficiale austriaco. Anche un civile italiano, chioggiotto, figlio del proprietario di un trabaccolo che si trovava a Sebenico, venne assalito e, dopo essersi gettato in acqua, venne ferito da una fucilata alla spalla, riuscendo però a mettersi in salvo sulla Monzambano. Quando infine tutto l'equipaggio si fu rifugiato sulla Monzambano ed il comandante Imbert ebbe presentato al console italiano le proprie rimostranze per l'accaduto (sei uomini della Monzambano erano rimasti contusi ed uno ferito in modo grave alla testa, oltre all'abitante di Chioggia), la pirocorvetta ripartì alla volta di Ancona, dove giunse il 2 agosto, dopo una sosta nel canale di Sebenico (tra Podicchio e Vodizze) dove il capitano distrettuale di Sebenico porse le proprie scuse per l'accaduto. Differente la versione austroungarica dell'accaduto: secondo essa, sarebbero stati i marinai italiani, e specialmente un sergente e due bersaglieri armati, dopo essersi ubriacati, a provocare, rompendo piatti e bicchieri nell'osteria «Al Mare», esortando dei contadini slavi ad inneggiare a Vittorio Emanuele II e Giuseppe Garibaldi ed insultandoli per il rifiuto, e quindi aggredendo due gendarmi, Stuzin e Sartori, disarmandoli, picchiandoli e ferendo gravemente il primo con alcuni pugni alla testa e colpi di stiletto alle e spalle e vicino al cuore, per poi aggredire, insieme ad undici marinai ubriachi, la folla che stava assistendo al concerto aggredendo ed insultando chiunque rifiutasse di inneggiare all'Italia, a Vittorio Emanuele ed a Garibaldi, ferendo anche un postiglione di Vodizze e suscitando quindi la furibonda reazione della popolazione, venendo infine salvati dall'intervento della polizia.
La Monzambano venne impiegata nel servizio idrografico sino al dicembre 1874, quando fece ritorno a La Spezia. Essendo state completate le rilevazioni dell'Adriatico ed essendo ormai la nave divenuta vetusta, l'unità fu disarmata all'inizio del 1875 e radiata con Regio Decreto numero 2423 del 31 marzo 1875, per poi essere avviata alla demolizione.
La polena della nave, raffigurante un ciclope che brandisce un martello (secondo la mitologia greca, i ciclopi avevano una fucina nell'Etna, il cui nome più antico è Mongibello), è conservata presso il Museo Tecnico Navale di La Spezia.